# Thunder Lake Provincial Park
Thunder Lake Provincial Park är en park i Kanada.   Den ligger i provinsen Alberta, i den centrala delen av landet, 2 900 km väster om huvudstaden Ottawa. Thunder Lake Provincial Park ligger 688 meter över havet. Den ligger vid sjön Thunder Lake.
Terrängen runt Thunder Lake Provincial Park är huvudsakligen platt. Thunder Lake Provincial Park ligger uppe på en höjd. Runt Thunder Lake Provincial Park är det mycket glesbefolkat, med 2 invånare per kvadratkilometer.. 
Omgivningarna runt Thunder Lake Provincial Park är en mosaik av jordbruksmark och naturlig växtlighet.